# Paula Patton
Paula Maxine Patton (Los Angeles, 5 dicembre 1975) è un'attrice statunitense.

## Biografia
Figlia di una insegnante di origini europee e di un avvocato afro-americano, con la famiglia è cresciuta nell'abitazione sita sulla strada dove si trova la sede della 20th Century Fox. Dopo aver studiato alla Hamilton Magnet Arts High School, ha studiato alla UC Berkeley ma si è poi laureata alla University of Southern California. In quegli anni ha studiato regia e realizzato alcuni cortometraggi in super 8. Successivamente, la PBS le ha offerto la possibilità di partecipare allo show itinerante The Ride, con altri ragazzi, al fine di realizzare vari documentari. Nel 2000 ha lavorato come assistente alla regia per la serie TV Medical Diaries, mentre il suo debutto come attrice avvenne nel film TV Murder Book di Antoine Fuqua. Nel 2005 ha ottenuto piccole parti nei film Hitch - Lui sì che capisce le donne e London.
Nel 2006 ha recitato in Déjà vu - Corsa contro il tempo di Tony Scott, come co-protagonista a fianco del premio Oscar Denzel Washington, con il quale successivamente ha recitato in Cani sciolti. Nel 2008 ha recitato a fianco di Kiefer Sutherland in Riflessi di paura e a Kevin Costner in Swing Vote ed è stata protagonista della commedia Jumping the Broom - Amore e altri guai. Nell'autunno del 2010 è stata annunciata la sua entrata nel cast della serie televisiva della NBC Law & Order - Unità vittime speciali, ma dopo aver ottenuto il ruolo di protagonista femminile in Mission: Impossible - Protocollo fantasma, a fianco di Tom Cruise, la sua partecipazione alla serie è stata ridotta a un episodio, venendo sostituita da Melissa Sagemiller. Nel 2015 è entrata nel cast del film Warcraft - L'inizio, interpretando il personaggio di Garona, la Mezz'Orchessa.

### Vita privata

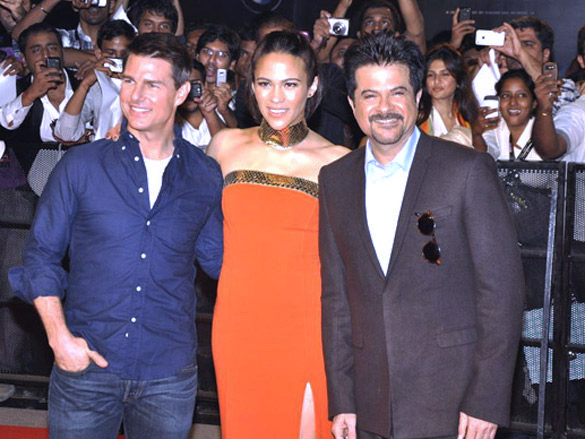
Paula Patton fra Tom Cruise (sinistra) e Anil Kapoor alla presentazione del film Mission: Impossible - Protocollo fantasma

Dal 2005 al 2014 è stata sposata con il cantante e musicista Robin Thicke. La coppia ha un figlio di nome Julian Fuego Thicke, nato il 6 aprile 2010.

### Altri lavori
La Patton ha lavorato nell'album di Usher del 2004 Confessions, comparendo come corista nel brano Can U Handle It?, di cui suo marito Robin Thicke è coautore. Per Robin Thicke è apparsa senza veli sulla copertina dell'album A Beautiful World, e ha partecipato ai videoclip per i singoli Brand New Jones, Lost Without U e Love After War.

## Filmografia

### Cinema
- London, regia di Hunter Richards (2005)
- Idlewild, regia di Bryan Barber (2006)
- Déjà vu - Corsa contro il tempo (Déjà Vu), regia di Tony Scott (2006)
- Swing Vote - Un uomo da 300 milioni di voti (Swing Vote), regia di Joshua Michael Stern (2008)
- Riflessi di paura (Mirrors), regia di Alexandre Aja (2008)
- Precious, regia di Lee Daniels (2009)
- Rimbalzi d'amore (Just Wright), regia di Sanaa Hamri (2010)
- Jumping the Broom - Amore e altri guai (Jumping the Broom), regia di Salim Akil (2011)
- Mission: Impossible - Protocollo fantasma (Mission: Impossible - Ghost Protocol), regia di Brad Bird (2011)
- Disconnect, regia di Henry Alex Rubin (2012)
- Cani sciolti (2 Guns), regia di Baltasar Kormákur (2013)
- L'amore in valigia (Baggage Claim), regia di David E. Talbert (2013)
- About Last Night, regia di Steve Pink (2014)
- The Perfect Match, regia di Bille Woodruff (2016)
- Warcraft - L'inizio (Warcraft), regia di Duncan Jones (2016)
- The Do-Over, regia di Steven Brill (2016)
- Traffik - In trappola (Traffik), regia di Deon Taylor (2018)
- 4 ragazzi e la magica creatura, regia di Andy De Emmony (2020)

### Televisione
- Murder Book – film TV (2005)
- Law & Order - Unità vittime speciali (Law & Order: Special Victims Unit) – serie TV, episodio 12x05 (2010)
- Single Ladies – serie TV, 2 episodi (2012)
- Somewhere Between - serie TV, 10 episodi (2017)
- Delitti e misteri a Gibsons (Murder in a Small Town) – serie TV, episodio 1x06 (2024)

## Doppiatrici italiane
- Laura Romano in Déjà vu - Corsa contro il tempo, Swing Vote - Un uomo da 300 milioni di voti, Mission: Impossible - Protocollo fantasma, Cani sciolti, L'amore in valigia, Warcraft - L'inizio, The Do-Over
- Francesca Fiorentini in Rimbalzi d'amore, Precious, Disconnect, Law & Order - Unità vittime speciali
- Barbara De Bortoli in Riflessi di paura
- Eleonora De Angelis in Jumping the Broom - Amore e altri guai
- Federica De Bortoli in Somewhere Between
- Perla Liberatori in Traffik - In trappola